# Віконт Мідлтон

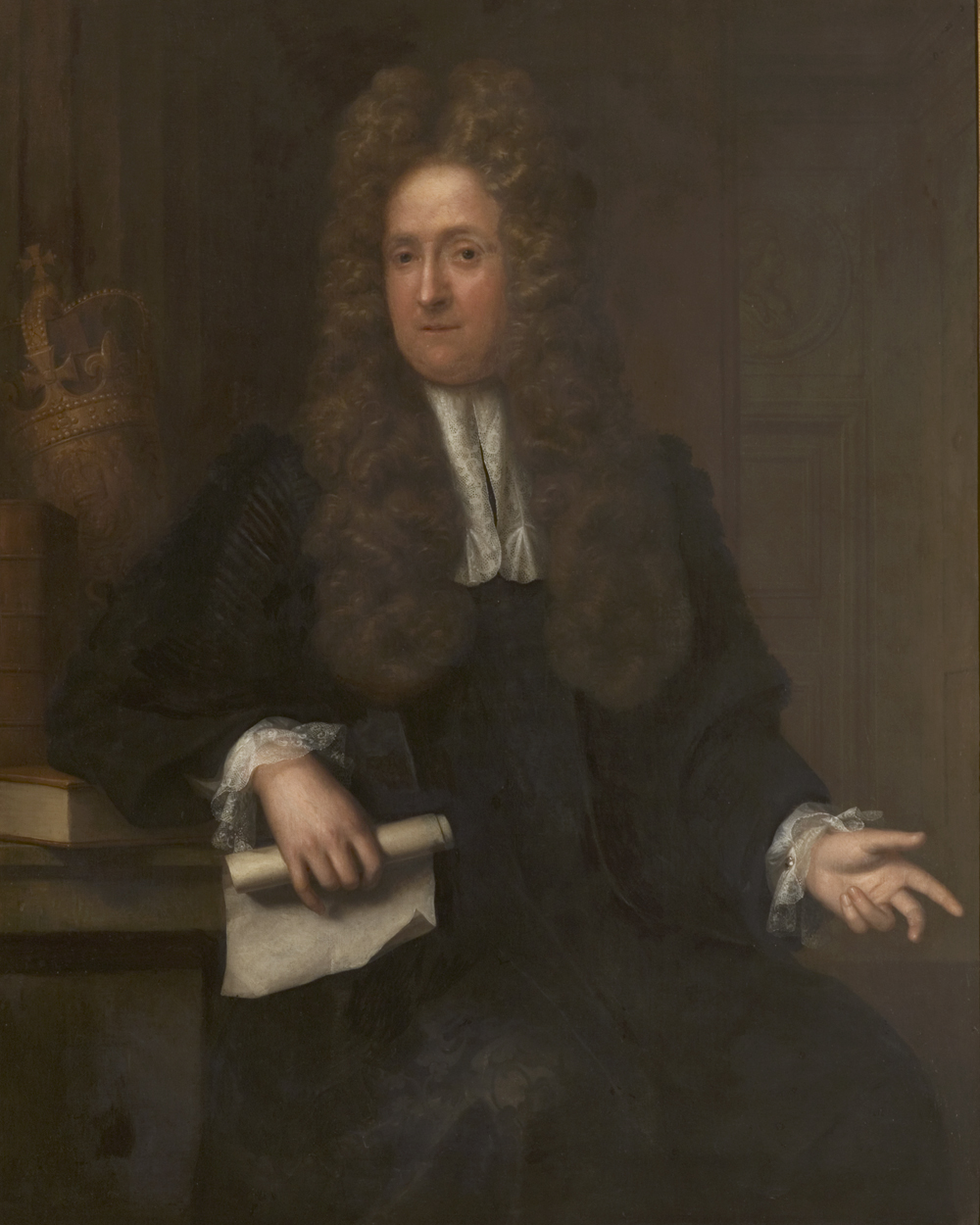
Алан Бродрік — І віконт Мідлтон.

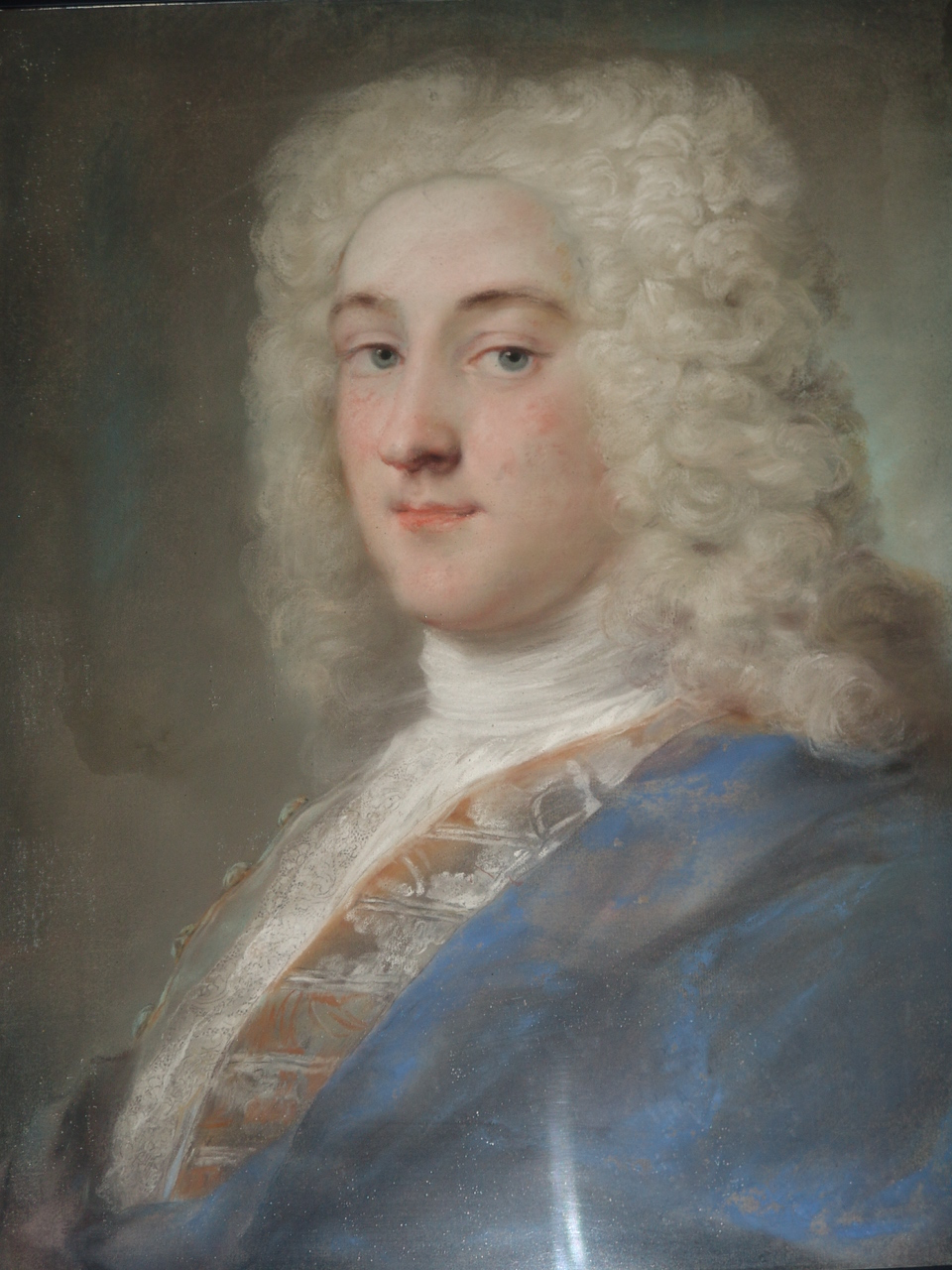
Алан Бродрік — ІІ віконт Мідлтон.

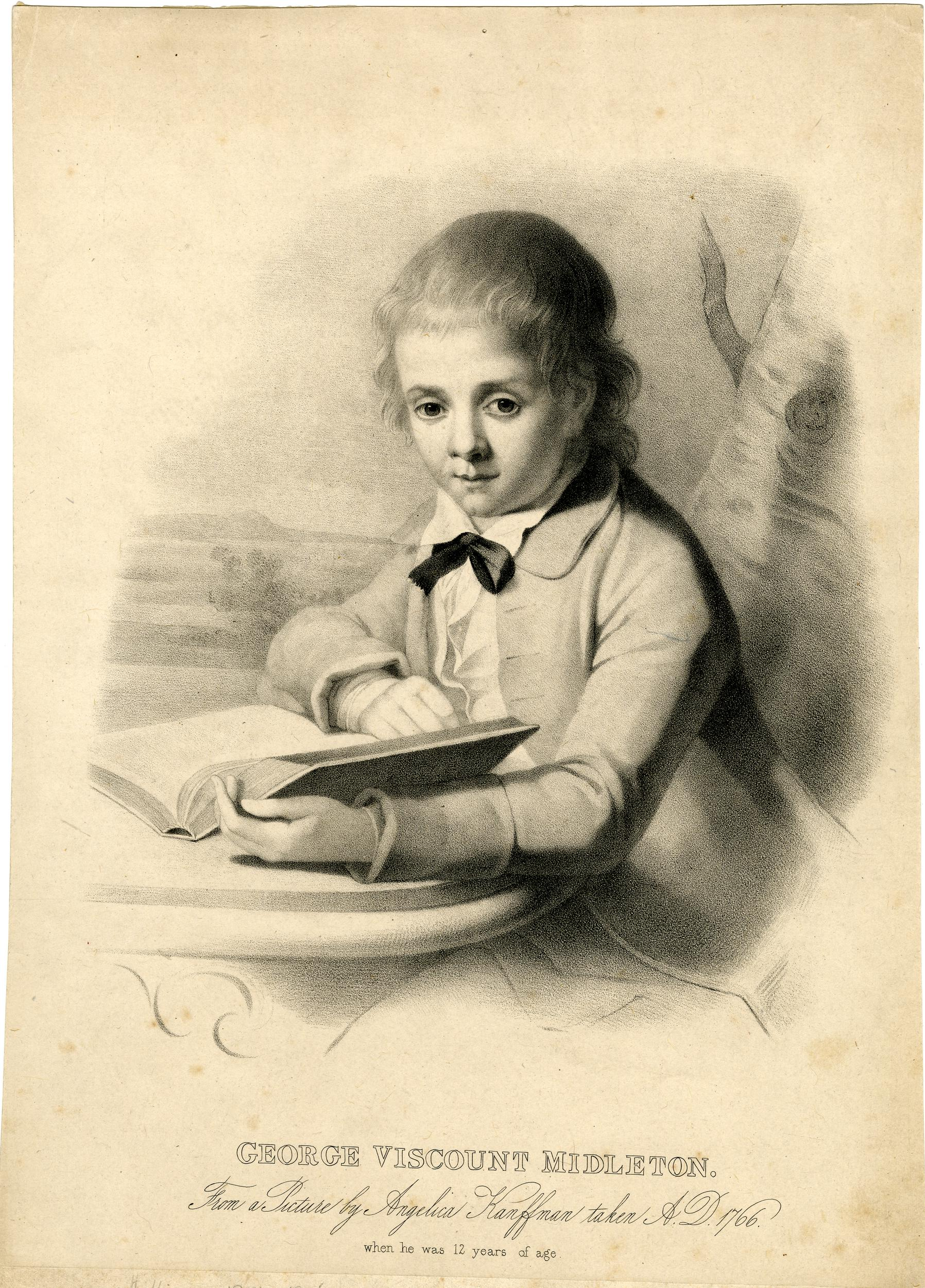
Джордж Бродрік — ІV віконт Мідлтон.

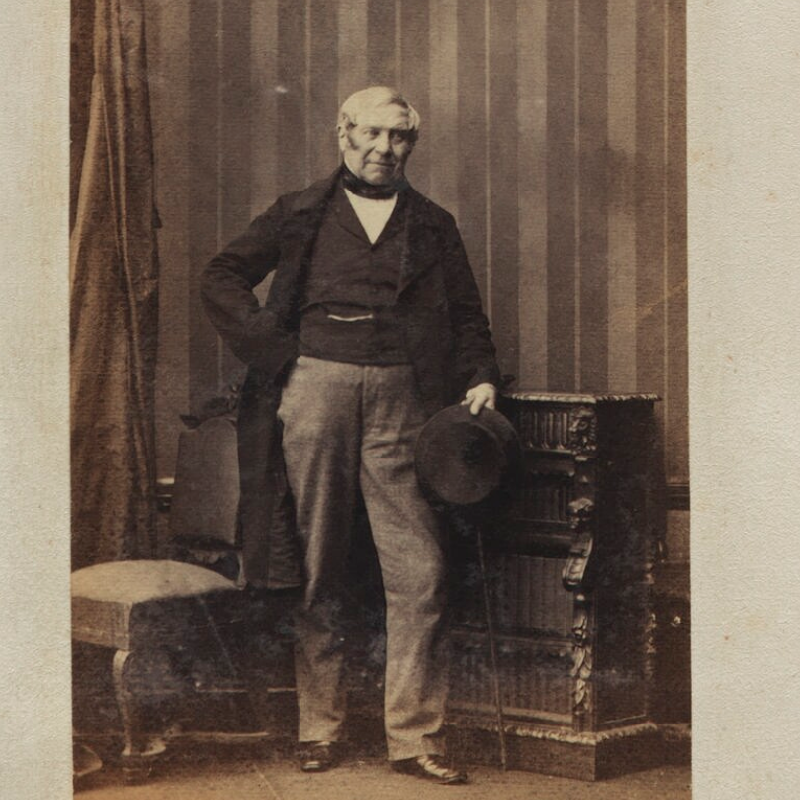
Чарльз Бродрік — VІ віконт Мідлтон.

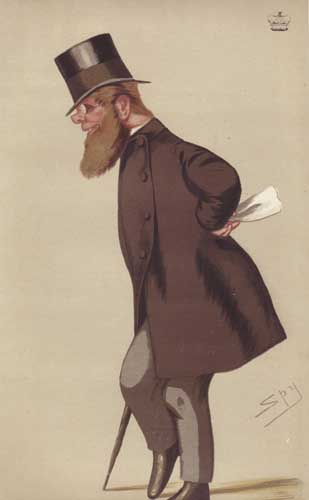
Вільям Бродрік — VIIІ віконт Мідлтон. Карикатура «На ярмарку марнославства».

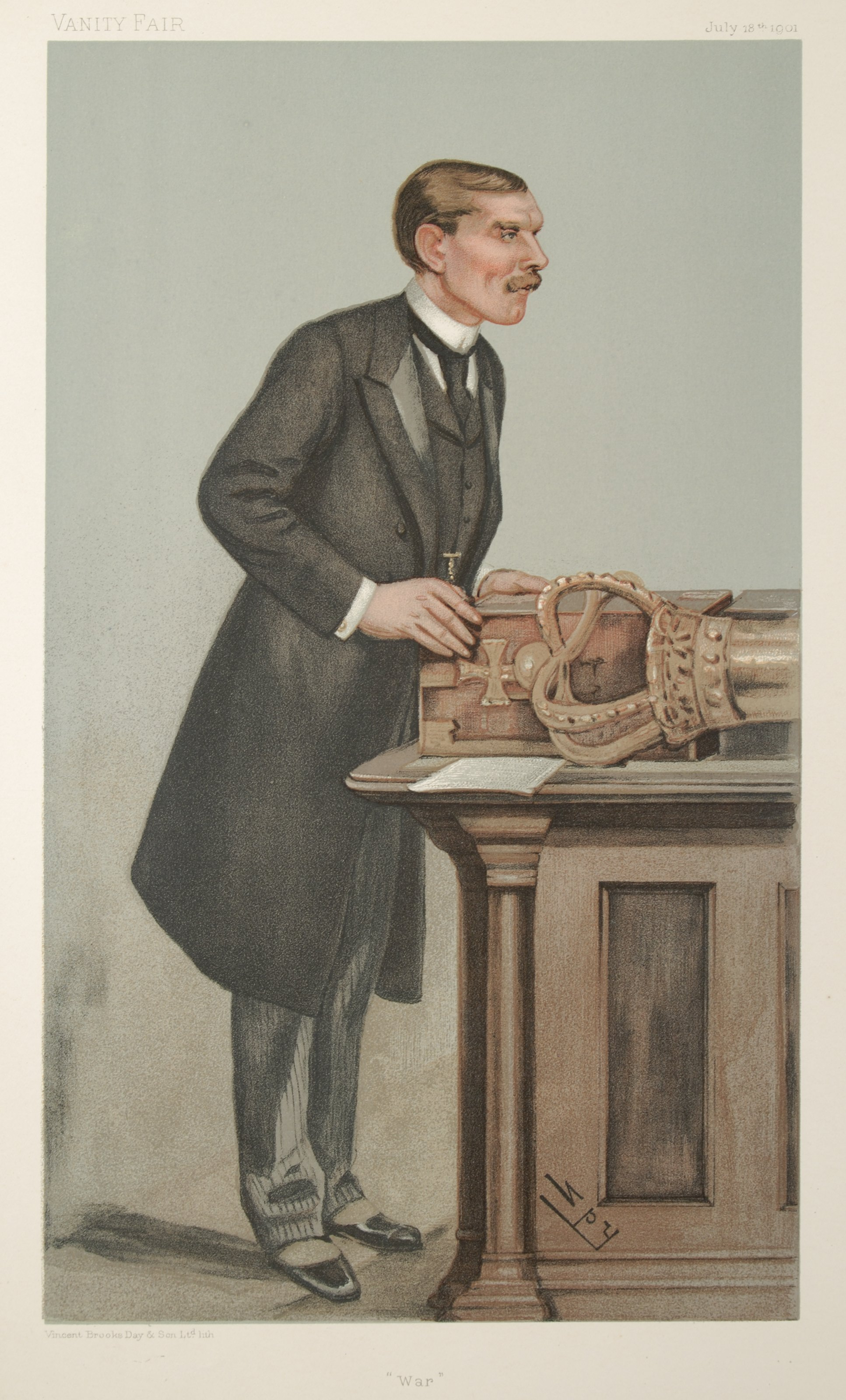
Сент-Джон Бродрік — І граф Мідлтон. Карикатура «На ярмарку марнославства. Війна».

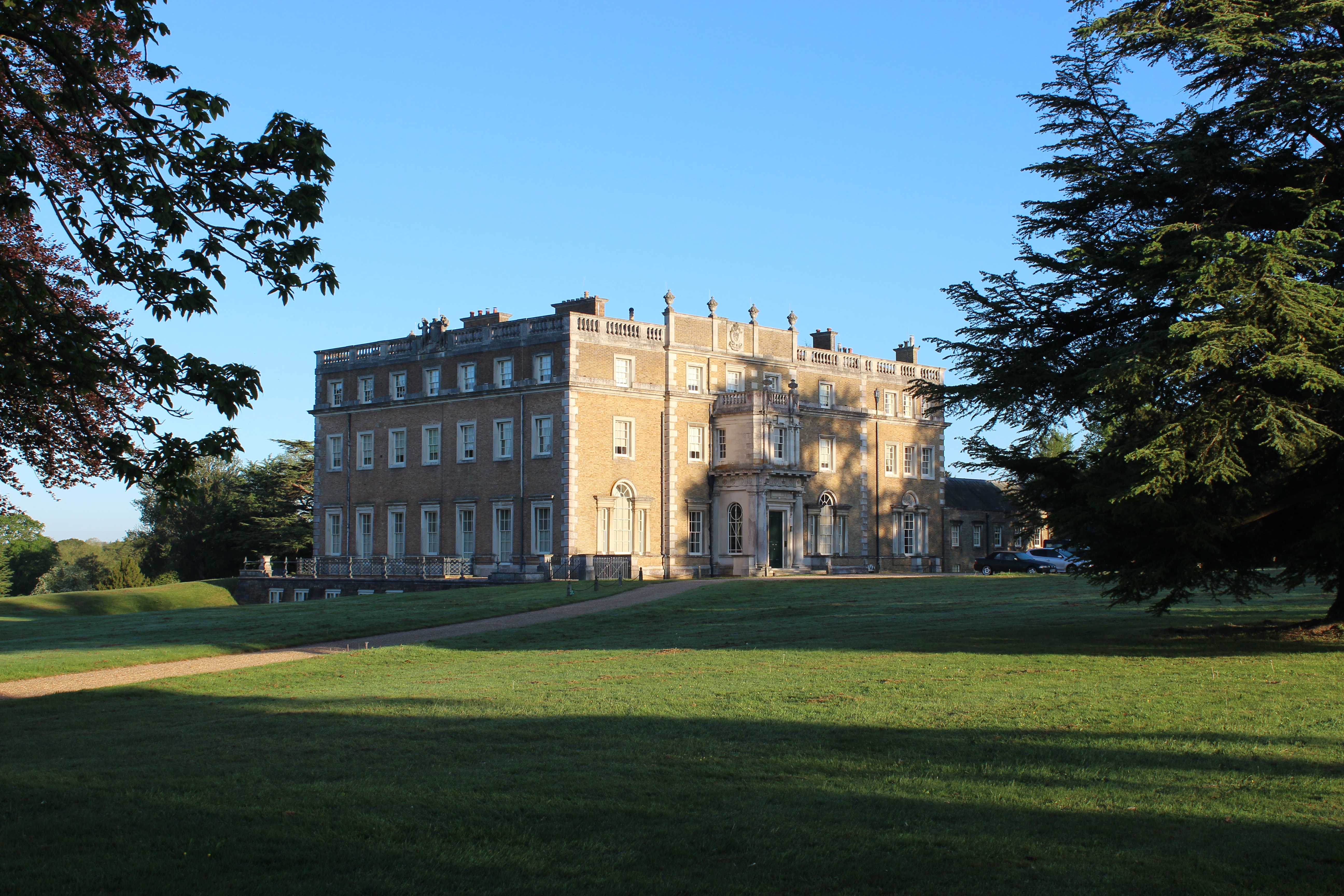
Пепер-Хароу-Хаус.

Віконт Мідлтон (англ. — Viscount Midleton) — аристократичний титул в перстві Ірландії.

## Історія віконтів Мідлтон
Титул віконт Мідлтон з Мідлтона, що в графстві Корк був створений в перстві Ірландії в 1717 році для Алана Бродіка — І барона Бродік, лорд-канцлера Ірландії, депутата Палати громад парламенту Ірландії в 1692—1717 роках, колишнього спікера Палати громад парламенту Ірландії, депутата Палати громад парламенту Великої Британії в 1717—1728 роках. Він був нагороджений титулом барон Бродік з Мідлтона, що в графстві Корк у 1715 році в перстві Ірландії. Він був відомим юристом та політиком. Був обдарованою людиною, але мав надзвичайно запальний характер. Він був другим сином сера Сент-Джона Бродріка з Балліаннана, що поблизу Мідлтона в графстві Корк та його дружини Аліси (померла в 1696) — дочки Лоуренса Клейтона з Меллоу, графство Корк, і сестри полковника Рендалла Клейтона, депутат від Меллоу. Батько Бродіка отримав великі земельні володіння під час так званого «протекторату» Кромвеля, і, таким чином, родина мала багато втратити, якщо земельне питання в Ірландії буде вирішено на користь католиків, у яких перед тим конфіскували земельні володіння і власність. Він здобув освіту в коледжі Магдалини та в коледжі Міддл-Темпл, а в 1678 році став адвокатом. Бродрік та його родичі втекли з Ірландії під час «Славетної революції», коли в Ірландії влада належала католикам та королю Якову ІІ, а в Англії протестантам та королю Вільяму ІІІ і почались так звані якобітські (вільямітські) війни. В Англії Бродрік виступав за швидке завоювання Ірландії. У 1690 році Бродрік повернувся до Дубліна і отримав посаду ІІІ сержанта Дубліна. Але в 1692 році його звільнили з цієї посади на підставі того, що Бродвік не мав роботи. Він бурхливо протестував і скаржився, хоча в приватних розмовах говорив, що ця посада йому не потрібна. Як прибічник Вільяма ІІІ він критикував позицію суду в Ірландії, казав, що суд надто поблажнивий до католиків, до ірландців і до прибічників Якова ІІ. Він пропагував жорсткі закони проти католиків, підтримував розширення повноважень парламенту Ірландії. Віконт Мідлтон одружувався тричі. Його першою дружиною була Кетрін Баррі — дочка Редмонда Баррі з графства Корк та Мері Бойл, від якої він мав сина Сент-Джона Бродіка, що помер в молодості. Його другою дружиною була Люсі Кортгорп — дочка сера Пітера Кортторпа з Літл-Айленда, графство Корк та його другої дружини Елізабет Гіффард — дочки сера Джона Гіффарда з Кастлджордана, від якої він мав свого другого сина і спадкоємця Алана — ІІ віконта Мідлтона, і ще син і дочка. Втретє він одружився з Енн Хілл — дочкою сера Джона Тревора — Майстра Рукописів та його дружини Джейн Мостин — вдовою Майкла Хілла, але з нею не мав дітей. Його сучасник і співвітчизник письменник Джонатан Свіфт назвав його «жорстоким як тигр».
Титул успадкував його син, що став ІІ віконтом Мідлтон. Він був великим любителем і покровителем крикету, створив і записав перші відомі правила цієї гри. Він влаштовував матчі з крикету разом зі своїм другом Чарльзом Ленноксос — І графом Річмонд у маєтку Пепер-Зароу-Хаус. 7 травня 1729 року він одружився з леді Мері Капел — дочкою Елджернона Капелла — ІІ графа Ессекс та леді Мері Бентінк. Отримав посади комісара митниці та контролера фінансів британської армії.
Його син успадкував титул і став ІІІ віконтом Мідлтон. Він був обраний депутатом Палати громад парламенту Великої Британії, представляв Ешбертон, Ньою-Шером. Він здобув освіту в Ітонському коледжі в 1742—1745 роках. Належав до партії вігів. У 1762 році він доручив серу Вільяму Чемберсу побудувати особняк у своєму маєтку в Пепер-Хароу в графстві Суррей. Він помер до того, як будинок був завершений, будівництво завершив його син, коли досяг повноліття. Зараз будинок внесено до списку пам'яток історії та архітектури I ступеня. Він одружився 1 травня 1752 року на Альбіні — дочці Томаса Таунсенда та Альбінії — дочки Джона Селвіна з Метсона, Глостершир. У них було шестеро синів. ІІІ віконт Мідлтон помер від абсцесу в селезінці 22 серпня 1765 року і був похований через шість днів у Вандсворті.
Його син успадкував титул і став IV віконтом Мідлтон. Він теж став депутатом парламенту і представляв Вітчерч 22 роки. У 1796 році він отрима титул барона Бродрік з Пеппер-Харроу, що в графстві Суррей в перстві Великої Британії з правом успадковувати титул нащадкам чоловічої статі його батька. Він здобув освіту в Ітонському коледжі в 1766—1771 роках і був прийнятий до коледжу Св. Джона в Кембриджі в 1772 році. Перший раз він одружився 4 грудня 1778 року з Френсіс Пелхем — другою дочкою Томаса Пелхема — І графа Чичестера та Анни — дочки Фредеріка Майнхардта Франкленда. Френсіс померла 28 червня 1783 року. З нею в нього народилася дочка Френсіс Енн, яка вийшла заміж за Ініго Томаса. Мідлтон одружився вдруге 13 червня 1797 року з Марією Беньон — другою дочкою депутата Річарда Беньона та його дружини Ханни Халс — дочкою сера Едварда Халса з Бремор-Хаус, Гемпшир. Марія пережила його, померши 22 січня 1852 року. У них було шестеро дітей.
Титул успадкував його син, що став V віконтом Мідлтон. Після його смерті ця лінія перервалась.
Титул успадкував його двоюрідний брат, що став VI віконтом Мідлтон. Він був старшим сином Чарльза Бродріка — архієпископа Кашеля, четвертого сина ІІІ віконта Мідлтон. Його племінник успадкував титул і став VIII віконтом Мідлтон. Він був обраний депутатом Палати громад парламенту Об'єднаного Королівства Великої Британії та Ірландії, представляв Мід-Суррей, належав до партії консерваторів, отримав посаду лорд-лейтенанта Суррей і обіймав цю посаду в 1896—1905 роках. Титул успадкував його син, що став ІХ віконтом Мідлтон. Він був політиком, належав до партії консерваторів і був урядовим міністром в 1880—1906 роках. З 1910 року від був літером Ірландського юніоністського альянсу (ІЮА). Успішне лобіювання забезпечило йому представництво ІЮА в Шенад Ірландської вільної держави в часи боротьби Ірландії за незалежність та громадянської війни в Ірландії. Але він не зумів отримати гарантії для юніоністів в англо-ірландському договорі 1921 року. У 1920 році він отримав титули графа Мідлтон, віконта Дансфорд з графства Суррей в перстві Великої Британії. Титули зникли після смерті його сина — ІІ графа Мідлтон у 1979 році.
Ірландські титули та баронство Бродрік успадкував його двоюрідний брат, що став ХІ віконтом Мідлтон. Він був онуком його преосвященства Алана Бродріка — молодшого сина VII віконта Мідлтон.
На сьогодні титулом володіє син ХІ віконта — ХІІ віконт Мідлтон, що успадкував титул в 1988 році. Родовим гніздом родини Бродвік був маєток та будинок Пепер-Харроу-Хаус. У нинішньому вигляді цей будинок створений згідно замовлення ІІІ віконта Мідлтон. Маєток розташований біля Гадалмінга, що в графстві Суррей. Будинок був проданий ІІ графом Мідлтон у 1944 році. Давньою резиденцією родини був замок Балліаннан, що поблизу Мідлтона, графство Корк, Ірландія. Цей замок вони займали до 1728 року. Потім кинули той замок, хоча він перебував у їх власності. Нині цей замок перетворився на руїну.

## Віконти Мідлтон (1717)
- Алан Бродрік (1656—1728) — І віконт Мідлтон
- Сент-Джон Бродрік (1685—1728)
- Алан Бродрік (1702—1747) — ІІ віконт Мідлтон
- Джордж Бродрік (1730—1765) — ІІІ віконт Мідлтон
- Джордж Бродрік (1754—1836) — IV віконт Мідлтон
- Джордж Алан Бродрік (1806—1848) — V віконт Мідлтон
- Чарльз Бродрік (1791—1863) — VI віконт Мідлтон
- Вільям Джон Бродрік (1798—1870) — VII віконт Мідлтон
- Вільям Бродрік (1830—1907) — VIII віконт Мідлтон
- Вільям Сент-Джон Фрімантл Бродрік (1856—1942) — ІХ віконт Мідлтон (нагороджений титулом граф Мідлтон у 1920 році)
- Тревор Лоутер Бродрік (1903—1988) — ХІ віконт Мідлтон
- Алан Генрі Бродрік (1949 р. н.) — ХІІ віконт Мідлтон

Спадкоємцем титулу є син теперішнього власника титулу його ясновельможність Ешлі Руперт Бродрик (1980 р. н.)

## Графи Мідлтон (1920)
- Вільям Сент-Джон Фрімантл Бродрік (1856—1942) — І граф Мідлтон
- Джордж Сент-Джон Бродрік (1888—1979) — ІІ граф Мідлтон